# Vándorfi László
Vándorfi László (Veszprém, 1951. szeptember 24.) magyar rendező, színész, színházigazgató. Felesége Oravecz Edit színművész.

## Életpályája
1966–1970 között a Lovassy László Gimnázium diákja volt. 1971–1976 között az Eötvös Loránd Tudományegyetem Bölcsészettudományi Karának magyar-orosz szakos hallgatója volt, valamint az Egyetemi Színpadon játszott és rendezett is. 1976–1978 között a kecskeméti Katona József Színház segédszínésze volt. 1978–1983 között a Népszínház és a Várszínház tagja volt. 1983–1986 között ismét a kecskeméti Katona József Színház színész-rendezője volt. 1986–1990 között a Veszprémi Petőfi Színház rendezője és dramaturgja, 1991–2000 között igazgatója volt. 1990–1991 között a zalaegerszegi Hevesi Sándor Színházban rendezett. 2001 óta a Pannon Várszínház ügyvezető igazgatója és rendezője.
Felesége Oravecz Edit színművész.

## Színházi munkái

### Szerzőként
- Jézus Krisztus, az embernek fia (1984)
- Paraszt Dekameron (1985, 1991, 1994, 2006)
- Tanár úr kérem (1986, 1997, 2005)
- Parasztbiblia (1991, 2002)
- Jézus Krisztus (1991, 1993)
- Sobri Jóska (1992)
- 1848 (1998)
- A Pál utcai fiúk (2002, 2008)
- Omnibusz (2003)
- Téli utazás (2004)
- Íme, az ember (2005)
- A Szabadság békessége (2006)
- Boldog idő (2008)
- Tánc-dal-fesztivál I.-II. (2009-2010)
- A kőszívű ember fiai (2010)
- Égi vándor (2011)
- Monte Cristo grófja (2012)
- Egri csillagok (2012)

### Színészként
- Kolin Péter: Sziszi és Fuszi... Gógamed
- Schiller: Stuart Mária... Mortimer
- Baum: Óz, a nagy varázsló... Kulcsár
- Németh László: VII. Gergely... Bonitho mester
- Triana: Gyilkosok éjszakája... Lalo
- Brecht: Koldusopera... Fűrész Róbert
- Madách Imre: A civilizátor...
- Hernádi Gyula: Hasfelmetsző Jack... John Bell
- William Shakespeare: Amit akartok, avagy Vízkereszt... Valentin
- Petőfi Sándor: Tigris és hiéna... Borics; Milutin
- McCoy: A lovakat lelövik, ugye?... Mario
- Blaga: A bálványok ledőlnek...
- Molière: Don Juan, avagy a Kőszobor lakomája... Don Alonso
- William Shakespeare: A vihar... Adrian
- Graves: Én, Claudius...
- Schiller: Ármány és szerelem... Ferdinánd
- Euripidész: Bakkhánsnők... Második hírnök
- William Shakespeare: Rómeó és Júlia... Benvolio
- Blok: Komédiásdi... Arlekin
- Károli Gáspár: Jézus Krisztus, az embernek fia... Gábriel
- Gyurkó László: Faustus doktor boldogságos pokoljárása...
- Dumas: A kaméliás hölgy... Armand
- Presser Gábor: Képzelt riport egy amerikai popfesztiválról... A Riporter
- Balogh-Kerényi: Csíksomlyói passió... Krónika
- Zerkovits Béla: Békebeli komédiák...
- Kocsák Tibor: Légy jó mindhalálig... Igazgató
- Dés László: Valahol Európában... Simon Péter
- Bergman: Fafestmény... Lovag
- Fenyő-Novai: Hotel Menthol... Benzinkutas; Útépítő; Miniszter
- Shaffer: Mesterdetektív... Andrew Wyke
- Molnár Ferenc: Játék a kastélyban... Turai

### Rendezőként
- Pilinszky János: Élőképek (1980, 1988, 2011)
- Bergman: Fafestmény (1983, 2005-2006)
- Várkonyi Mátyás: Üvöltés (1983)
- García Lorca: Don Cristobal (1983)[1]
- Blok: Komédiásdi (1983)
- Weöres Sándor: Csalóka Péter (1983, 1995, 2007)
- Békés Pál: A kétbalkezes varázsló (1983-1984, 1998)
- Károli Gáspár: Jézus Krisztus, az embernek fia (1984)
- Nóti Károly: Nyitott ablak (1984)
- Vándorfi: Paraszt Dekameron (1985, 1991, 1994)
- Weöres Sándor: A holdbéli csónakos (1986, 1990)
- Karinthy Frigyes: Tanár úr kérem (1986, 1997, 2005)
- Heltai Jenő: Szépek szépe (1987)
- Karinthy Frigyes: Szabályos lélektani dráma, avagy Marie-Anne három szíve (1987)
- Karinthy Frigyes: Bűvös székek (1987)
- Kosztolányi Dezső: A szörny (1987)
- Molière: Képzelt beteg (1987, 1996)
- Pink Floyd: A végső vágás (1987)
- Szép Ernő: Lila ákác (1987)
- Molière: Dandin György (1988)
- Csukás István: Utazás a szempillám mögött (1988, 2003-2004, 2008)
- Presser Gábor: A padlás (1989, 2007)
- Carlo Goldoni: Két úr szolgája (1989, 2010)
- Kocsis István: Árpád-házi Szent Margit (1989)
- Veress-Márai: Égimódi csavargó (1989)
- William Shakespeare: Szentivánéji álom (1990, 2008)
- Szigligeti Ede: Liliomfi (1990, 2000, 2011)
- Sárosi István: A húszmilliomodik év (1991)
- Bergendy István: Mesélj, Münchhausen! (1991-1992)
- Vándorfi: Parasztbiblia (1991, 2002)
- Vándorfi: Jézus Krisztus (1991, 1993)
- William Shakespeare: Rómeó és Júlia (1991)
- Kovács Attila: Börtönmusical (1992, 2012)
- Vándorfi: Sobri Jóska (1992)
- Molière: Tartuffe (1992, 2013)
- Rejtő Jenő: Rejtő Jenő kalandjai (1992)
- Sütő András: Vigyorgó búbánat (1993)
- Kálmán Imre: Csárdáskirálynő (1993)
- Csemer Géza: Dankó Pista (1993)
- Kovács Attila: Gizella (1993, 1996, 2000)
- William Shakespeare: Lear király (1993)
- Asztalos István: Szent László (1994)
- Beckett: Ó, azok a szép napok (1994)
- William Shakespeare: Hamlet (1995)
- Asztalos István: Az ördög három könnye (1995)
- Presser Gábor: Képzelt riport egy amerikai popfesztiválról (1995, 2005, 2012)
- Nádas Péter: Ünnepi színjátékok (I. Átjáró; II. Útvesztő) (1995)
- Bernstein: West Side Story (1996)
- García Lorca: Bernarda Alba háza (1996, 2009)
- Kraus: Az emberiség végnapjai (1997)
- Lloyd Webber: Jézus Krisztus szupersztár (1997)
- Szigethy András: Kegyelem (1998)
- Duró-Vándorfi: 1848 (1998)
- Asztalos István: Fehérlófia (1998, 2008)
- Brecht: Koldusopera (1998)
- Vörösmarty Mihály: Csongor és Tünde (1999)
- García Lorca: Don Perlimplin és Belisa szerelme a kertben (1999)
- Dürrenmatt: Az öreg hölgy látogatása (1999)
- Beckett: Godot-ra várva (1999)
- Duró Győző: Párizs ege alatt (1999)
- Madách Imre: Az ember tragédiája (2000)
- Kovács Attila: István (2000)
- Christie: Tíz kicsi néger (2000)
- Pozsgai Zsolt: A szörny és a szép (2001)
- Kovács Attila: Kinizsi Pál (2001, 2008)
- Bella István: Szent Margit passió (2001)
- Bellon: A csütörtöki hölgyek (2002)
- Karinthy Frigyes: Omnibusz (2003)
- Kocsák Tibor: Légy jó mindhalálig (2003)
- Müller: Téli utazás (2004)
- Müller Péter: Szomorú vasárnap (2004)
- Dés László: Valahol Európában (2004, 2012)
- Vándorfi: Íme, az ember (2005)
- Maugham: Imádok férjhez menni (2006)
- Szophoklész: Antigoné (2006)
- Dés László: A dzsungel könyve (2006)
- Vándorfi: A Szabadság békessége (2006)
- Presser Gábor: Jó estét nyár, jó estét szerelem (2006)
- Szirmai Albert: Mágnás Miska (2006)
- Mann: Mario és a varázsló (2007)
- Fenyő-Novai: Hotel Menthol (2007)
- Bart: Oliver (2007)
- Sebő József: Moirák (2008)
- Barillet-Grédy: A kaktusz virága (2008)
- Sztevanovity Zorán: Boldog idő (2008)
- Molnár Ferenc: A Pál utcai fiúk (2008)
- Cooney: A miniszter félrelép (2008)
- Picasso: Picasso Veszprémben avagy A telibe viszonzott vágyakozás (2008)
- Rodgers: A muzsika hangja (2008)
- William Shakespeare: Vízkereszt, vagy amit akartok (2009)
- Vándorfi: Tánc-dal-fesztivál I.-II. (2009-2010)
- Jókai Mór: A kőszívű ember fiai (2010)
- Fenyő Miklós: Aranycsapat (2010)
- Vándorfi: Égi vándor (2011)
- Shaffer: Mesterdetektív (2011)
- Braun: Ének az esőben (2011)
- Fenyő Miklós: Made in Hungária (2011)
- Molnár Ferenc: Játék a kastélyban (2011)
- Dumas: Monte Cristo grófja (2012)
- Gárdonyi Géza: Egri csillagok (2012)
- Eisemann Mihály: Egy csók és más semmi (2012)

## Filmjei
- A téli csillag meséje (1984)
- Száz vitéz (1988)

## Díjai
- A Gyulai Várszínház Nívódíja (1987)
- Veszprém város díja (1995)
- Magyar Köztársasági Arany Érdemkereszt (2005)
- Életút-díj (2021)[2]